# Edith Durham

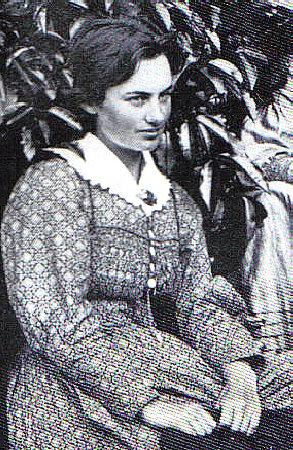
Mary Edith Durham, 1886

Mary Edith Durham (* 8. Dezember 1863 in London; † 15. November 1944 ebenda) war eine britische Balkanreisende, Illustratorin und Schriftstellerin.

## Leben
Mary Edith Durham wurde als erstes von neun Kindern des englischen Leibarztes der Königin Victoria, Arthur Edward Durham, und einer aus Schottland stammenden Mutter in London geboren. Nach dem Abschluss der Royal Academy of Arts fertigte sie Illustrationen für Bücher der University of Cambridge an. Von der Pflege ihrer schwerkranken Mutter erschöpft, fuhr sie auf Anraten ihrer Ärzte nach Montenegro. Dort entdeckte Durham ihre Lust am Schreiben und Reisen. In den nächsten zwanzig Jahren bereiste sie unter anderem Albanien, Bosnien, Serbien, Mazedonien und Dalmatien. Ihr Reisebericht High Albania über ihre Expeditionen ins nordalbanische Gebirge, das bis dahin noch fast unbekanntes Neuland war, gilt als ihr bekanntestes Werk.
Die Britin entwickelte sich im Laufe ihrer zahlreichen Aufenthalte zu einer fundierten Kennerin der Region. Für britische Zeitungen verfasste sie Reportagen und bald auch politische Kommentare über den Balkan und wurde eine enge Vertraute des montenegrinischen Königs Nikola I. Petrović Njegoš. Während der Balkankriege setzte sie sich auch für die notleidende Zivilbevölkerung ein. Später ergriff sie wiederholt das Wort für die Interessen der Albaner, als diese die Unabhängigkeit zu erlangen suchten.
Sie wurde im Golders Green Crematorium in London eingeäschert, wo sich auch ihre Asche befindet.

## Werke (Auswahl)
| - 1899 Cambridge Natural History - 1904 Through the Lands of the Serb (Online) - 1905 The burden of the Balkans (Online) - 1909 High Albania (Online) | - 1914 The Struggle for Scutari - 1920 Twenty Years of Balkan Tangle - 1925 The Serajevo Crime - 1928 Some Tribal Origins, Laws and Customs of the Balkans |

## Ehrung

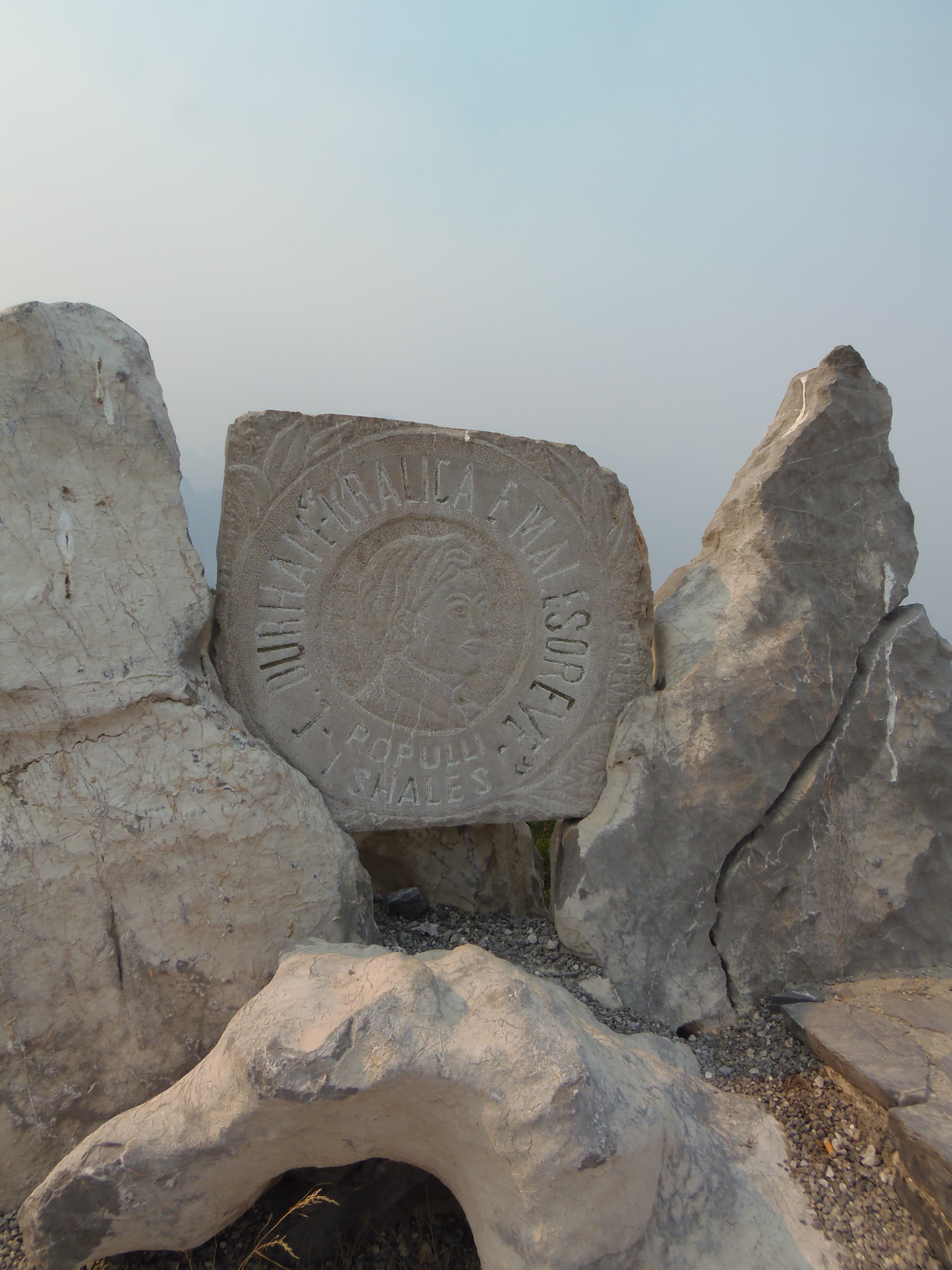
Denkmal in den Bergen Nordalbaniens

Ihr zu Ehren wurde eine Hauptverkehrsstraße in der Innenstadt Shkodras in Nordalbanien in Rruga Edith Durham benannt. Am Qafa e Thorës in den Albanischen Alpen wurde der Königin der Hochländer (Mbretëresha e Malësoreve) ein Denkmal errichtet.